# Csumikan
Csumikan (oroszul: Чумикан) falu Oroszország ázsiai részén, a Habarovszki határterületen, a Tugur-csumikani járás székhelye, kisebb tengeri kikötő.
Népessége: 3900 fő (a 2010. évi népszámláláskor).

## Elhelyezkedése
Az Ohotszki-tenger Udai-öblének partján, az Uda torkolatánál helyezkedik el, Komszomolszk-na-Amure vasútállomásától északnyugatra. Távolsága Nyikolajevszk-na-Amuretól az Ohotszki-tengeren 721 km. 
A falut 1890-ben alapították, miután a folyón feljebb a 17. században alapított Udszkoje falu sok orosz lakója átköltözött az evenkik lakta folyótorkolathoz. 
1926 elején Csumikan az ugyanakkor létrehozott járás székhelye lett.

## Közlekedés
A központi részektől távol eső járási székhely egyik legnagyobb gondja az árúszállítás. A legközelebbi vasútállomás több mint 500 km-re van, de a járásban nincs kiépített közút. Télen a fagyott talajon és a folyók jegén kialakított úton (az ún. zimnyiken) lehet a vasúthoz eljutni. Az árukat többnyire a hajózó idényben, tengeren szállítják Nyikolajevszk-na-Amure kikötőjéből, a postai- és a személyszállítás légi úton (helikopterekkel és kisebb repülőgépekkel) történik.
A kisebb gépek fogadására alkalmas repülőtér a falutól 4 km-re található. A szovjet korszak utáni években a légiforgalom itt is szünetelt. A kifutópályát 2013-ra felújították (nem betonpálya), a kis forgalmi épület 2018-ra készült el.